# پلیس مدرسه دونالد
پلیس مدرسه دونالد (Truant Officer Donald) یک پویانمایی کوتاه است که در تکنی کالر توسط شرکت والت دیزنی تولید و در ۱ اوت ۱۹۴۱ توسط آر.ک.ئو در سینماها اکران شد. این فیلم در ۱۹۴۲ نامزد برای جایزه اسکار بهترین پویانمایی کوتاه شد اما به یکی دیگر از کارتون‌های دیزنی به نام پنجه‌ای قرض بده باخت. داستان دونالد داک را نشان می‌دهد که به عنوان یک افسر مدرسه گریز کار می‌کند و مطمئن می‌شود که هویی، دویی و لویی به مدرسه می‌روند. این فیلم توسط جک کینگ کارگردانی شده‌است و کلارنس نش دونالد و خواهرزاده‌هایش را صداپیشگی می‌کند.

## خلاصه داستان
هویی، دویی و لویی داک از شنا در دریاچه لذت می‌برند. اما آنها توسط دونالد داک، پلیس مدرسه نظارت می‌شوند، زیرا او معتقد است که آنها برای تفریح در دریاچه از مدرسه فرار می‌کنند. او خواهرزاده‌هایش را در ون مخصوص پلیس مدرسه زندانی می‌کند و آنها را به مدرسه می‌برد، اما آنها فرار می‌کنند و به سمت کلوبشان می‌روند، دونالد هرجه سعی می‌کند آنها را از کلوبشان بیرون بیاورد نمی‌تواند و در آخر کلوبشان را پر از دود می‌کند. آنها برای اینکه دونالد را اذیت کنند، مرغ‌هایی که درحال کباب کردنشان بودند را به جای خود در تخت جا می‌زنند تا وقتی که دونالد آنها را دید عذاب وجدان بگیرد و همین گونه نیز می‌شود. هوئی خودش را به عنوان روحش جا می‌زند تا دونالد را بیشتر اذیت کند و پس از مدتی لو می‌رود. پس از بدبختی‌های بسیار، دونالد بالاخره سه خواهر زاده اش را به مدرسه می‌برد اما در جلوی مدرسه، پوستری با عنوان «در تعطیلات تابستانی، مدرسه تعطیل است.» و وقتی که ماجرا را می‌فهمد، از خجالت کوچک شده و پا به فرار می‌گذارد.

## نسخه‌های نمایش خانگی
- گنجینه‌های والت دیزنی: موج سه، دونالد تواریکی، بخش اول، سی دی دوم